# پیت هگست
پیتِر برایان هِگْسِت (انگلیسی: Peter Brian Hegseth؛ زادهٔ ۶ ژوئن ۱۹۸۰) مجری برنامه‌های تلویزیونی، نویسنده و کهنه‌سرباز ارتش است که از ۲۰۲۵ به عنوان بیست و نهمین وزیر دفاع ایالات متحده آمریکا در دومین دوره ریاست‌جمهوری دونالد ترامپ خدمت می‌کند. هگست از سال ۲۰۱۴ به‌عنوان تحلیل‌گر سیاسی در شبکه خبری فاکس نیوز فعالیت دارد و از سال ۲۰۱۷ تا ۲۰۲۴ میزبان مشترک فاکس اند فرندز بود. او پیش از این، ریاست دو سازمان «کهنه‌سربازان برای آزادی» (Vets for Freedom) و «کهنه‌سربازان دلواپسِ آمریکا» (Concerned Veterans for America) را بر عهده داشته است. این دو سازمان، از گروه‌های بانفوذ در حوزه سیاست‌گذاری‌های نظامی و امور مربوط به کهنه‌سربازان در آمریکا محسوب می‌شوند.
هگست از همان دوران جوانی و تحصیل در دانشگاه پرینستون، به‌طور فعال در عرصه سیاست، به ویژه در جناح محافظه‌کار و حزب جمهوری‌خواه، نقش‌آفرینی کرده است. او در سال ۲۰۱۶، با حمایت قاطع از نامزدی دونالد ترامپ در انتخابات ریاست جمهوری، به عنوان یکی از متحدان نزدیک او شناخته شد و در طول اولین دوره ریاست‌جمهوری ترامپ، در جایگاه مشاور غیررسمی او فعالیت می‌کرد. گزارش‌ها حاکی از آن است که هگست در تصمیم ترامپ مبنی بر عفو سه سرباز آمریکایی که به جنایات جنگی در عراق (از جمله تیراندازی به غیرنظامیان) متهم یا محکوم شده بودند، نقش مؤثری ایفا کرده است.
همچنین، هگست خود در دوران خدمت سربازی، فرماندهی یک دسته از نیروهای نظامی در بازداشتگاه گوانتانامو را بر عهده داشته و از نحوه رفتار با زندانیان در این بازداشتگاه دفاع کرده است. این موضوع، با توجه به  انتقادات گسترده به نقض حقوق بشر در گوانتانامو، موجب جنجال‌های فراوانی شده است.
قبل از اینکه در سال ۲۰۱۷، دیوید شالکین به عنوان وزیر امور کهنه‌سربازان ایالات متحده آمریکا در دولت اول ترامپ انتخاب شود، نام پیتر هگست به عنوان یکی از گزینه‌های محتمل برای این سمت مطرح بود. هگست که از حامیان سرسخت ترامپ و از چهره‌های شناخته شده در محافل سیاسی محافظه‌کار آمریکا به‌شمار می‌رود، در نوامبر ۲۰۲۴ و پس از پیروزی مجدد ترامپ در  انتخابات ریاست جمهوری، به عنوان وزیر پیشنهادی دفاع معرفی شد. این  انتخاب با توجه به سابقه نظامی هگست و مواضع او در قبال مسائل نظامی و امنیتی، از اهمیت ویژه‌ای برخوردار است و می‌تواند تأثیر قابل توجهی بر سیاست‌های دولت دوم ترامپ در این زمینه داشته باشد.

## دوران اولیه زندگی و تحصیل
پیتر هگست در شهر مینیاپولیس متولد شد و دوران کودکی و نوجوانی خود را در شهر فارست لیکس، مینه‌سوتا، که در نزدیکی مینیاپولیس واقع شده است، گذراند. او پس از پایان تحصیلات دبیرستان در دبیرستان منطقه فارست لیکس، در دانشگاه پرینستون به تحصیل در رشته هنر پرداخت و در سال ۲۰۰۳ با موفقیت مدرک کارشناسی خود را از این دانشگاه اخذ کرد. هگست در ادامه مسیر علمی خود، در سال ۲۰۱۳ وارد مدرسه حکومت جان اف. کندی در دانشگاه معتبر هاروارد شد و در آنجا در رشته سیاست‌گذاری عمومی به تحصیل پرداخت و موفق به دریافت مدرک کارشناسی ارشد در این رشته شد.
نکته جالب توجه در مورد هگست این است که او اصالتی نروژی دارد. آزمایش دی‌ان‌ای تبارشناسی که در سال ۲۰۱۸ انجام داد، نشان می‌دهد که ۹۶٫۴٪ از تبار او به مردمان اسکاندیناوی بازمی‌گردد.
هگست در دوران دانشجویی در پرینستون، علاوه بر فعالیت‌های علمی، در زمینه‌های سیاسی و ورزشی نیز فعال بود. او از یک سو، به عنوان ناشر «پرینستون توری»، نشریه‌ای دانشجویی با رویکرد محافظه‌کارانه، فعالیت می‌کرد و از سوی دیگر، عضو تیم بسکتبال مردان پرینستون تایگرز بود.

## پیشینهٔ نظامی
پیتر هگست بلافاصله پس از اخذ مدرک کارشناسی هنر از دانشگاه پرینستون در سال ۲۰۰۳، همزمان با ورود به بازار کار به عنوان تحلیلگر بازار سرمایه در شرکت بر استرنز، خدمت به عنوان افسرپیاده‌نظام در گارد ملی مینه‌سوتا را نیز آغاز کرد.
در سال ۲۰۰۴، واحد نظامی هگست به پایگاه نیروی دریایی خلیج گوانتانامو فراخوانده شد. او در آنجا به عنوان فرمانده یک دسته از نیروهای پیاده‌نظام در گارد ملی ارتش مینه‌سوتا، تحت فرماندهی گردان سوم، هنگ ۱۸۷ پیاده‌نظام، لشکر ۱۰۱ هوابرد، خدمت کرد و به پاس عملکرد خوب خود، موفق به دریافت مدال ستایش ارتش شد. هگست چندی پس از بازگشت از کوبا، داوطلبانه برای خدمت در عراق اعزام شد و در شهرهای بغداد و سامرا به ایفای نقش پرداخت. او ابتدا به عنوان فرمانده دسته پیاده‌نظام و سپس در سامرا به عنوان افسر عملیات نظامی-شهری فعالیت کرد. در طول دوران خدمت در عراق، به خاطر شجاعت و لیاقت خود، مدال ستاره برنزی، نشان پیاده‌نظام رزمی و دومین مدال ستایش ارتش را دریافت کرد.
هگست در سال ۲۰۱۳، در حالی که همچنان در گارد ملی ارتش مینه‌سوتا خدمت می‌کرد، موفق به اخذ مدرک کارشناسی ارشد سیاست‌گذاری عمومی از مدرسهٔ حکومت جان اف. کندی در دانشگاه هاروارد شد. او در سال ۲۰۱۲، با درجه سروانی به خدمت فعال بازگشت و این بار به افغانستان اعزام شد. در افغانستان، تجربه و دانش نظامی خود را در مرکز آموزش ضد شورش در کابل به کار گرفت و به عنوان مربی ارشد ضد شورش فعالیت می‌کرد.

## کنشگری محافظه‌کارانه
پیتر هگست پس از بازگشت از عراق، برای مدتی کوتاه در مؤسسه تحقیقات سیاست‌گذاری منهتن مشغول به کار شد. بر اساس اطلاعات موجود در صفحه لینکدین او، هگست در سال ۲۰۰۷ این اندیشکده محافظه‌کار را ترک کرد تا به عنوان مدیر اجرایی در سازمان «کهنه‌سربازان برای آزادی» فعالیت کند. از جمله مسئولیت‌های او در این سازمان، مسؤولیت در کمیسیون فدرال انتخابات به عنوان «خزانه‌دار» بود. او تا سال ۲۰۱۲ در سازمان «کهنه‌سربازان برای آزادی» فعالیت داشت. این سازمان در دوران مسؤولیتِ او از حضور گسترده‌تر نیروهای نظامی در عراق و افغانستان حمایت می‌کرد.
در سال ۲۰۱۲، هگست کمیته اقدام سیاسی MN PAC را تأسیس کرد. گزارش‌های APM نشان می‌دهد که در زمان مدیریت هگست بر این کمیته، یک سوم از ۱۵۰۰۰ دلار بودجه آن صرف برگزاری مهمانی‌های کریسمس برای خانواده‌ها و دوستان شده است. قوانین مالی کمپین‌های انتخاباتی در مینه‌سوتا چنین هزینه‌هایی را ممنوع نمی‌کند. کمتر از نیمی از منابع این کمیته صرف حمایت از نامزدهای انتخاباتی شده است و در مارس ۲۰۱۸، حساب این کمیته در هیئت مدیره ایالتی بسته شد.
هگست همچنین مدیر اجرایی «کهنه‌سربازان دلواپس آمریکا» بود، یک گروه لابی‌گر که توسط خانواده کوک تأمین مالی می‌شد. این گروه از خصوصی‌سازی بیشتر وزارت امور کهنه‌سربازان ایالات متحده آمریکا حمایت می‌کرد. بر اساس صفحه لینکدین هگست، او در سال ۲۰۱۵ این گروه را ترک کرد.
در زمانی که هگست مدیر اجرایی «کهنه‌سربازان دلواپس آمریکا» بود، برادرش فیلیپ را در این سازمان غیرانتفاعی استخدام کرد. بر اساس سوابق مالیاتی سال‌های ۲۰۱۶ و ۲۰۱۷، به فیلیپ ۱۰۸۰۰۰ دلار پرداخت شده است. در پاسخ به سؤالات مطرح شده در این مورد، وکیل هگست اعلام کرد که فیلیپ، که در مه ۲۰۱۵ از دانشگاه فارغ‌التحصیل شده بود، صلاحیت لازم برای شغل روابط عمومی را داشته است و هیچ ممنوعیتی برای استخدام اعضای خانواده در نهادهای خصوصی وجود ندارد.

## کارشناس تلویزیونی
در جریان انتخابات مقدماتی ریاست جمهوری جمهوری خواهان در سال ۲۰۱۶، هگست ابتدا از مارکو روبیو، سپس از تد کروز و در نهایت از دونالد ترامپ حمایت کرد. از آن زمان، هگست به عنوان یک حامی پروپاقرص ترامپ ظاهر شد. او به عنوان یکی از چهره‌های فاکس نیوز، بارها از رسانه‌ها و دموکرات‌ها انتقاد کرده است. برای مثال، او منتقد تحقیقات رابرت مولر، بازپرس ویژه دربارهٔ دخالت ادعایی روسیه در انتخابات ۲۰۱۶ بود. هگست در شبکه فاکس نیوز و همچنین در سی‌ان‌ان و ام‌اس‌ان‌بی‌سی حضور یافته است.

## جنجال‌ها و حواشی
پیتر هگست، چهره‌ای خبرساز در عرصه سیاسی و رسانه‌ای آمریکا بوده و بارها به دلیل مواضع و اظهارات جنجالی‌اش در کانون توجه رسانه‌ها و افکار عمومی قرار گرفته است. برخی از مهم‌ترین حواشی و جنجال‌های پیرامون او عبارتند از:
انتقاد از نیویورک تایمز: در مه ۲۰۱۸، هگست با  انتقاد از روزنامه نیویورک تایمز به دلیل عدم پوشش خبری دستگیری پنج رهبر داعش، این روزنامه را «نیویورک تایمز رو به زوال» نامید. این در حالی بود که این روزنامه پیش‌تر گزارشی در این باره  منتشر کرده بود. این اظهارنظر هگست، با واکنش‌های منفی زیادی روبرو شد و بسیاری آن را نشانه‌ای از سوگیری و جانبداری او در پوشش خبری دانستند.
حمایت از عفو نظامیان متهم به جنایات جنگی: در مه ۲۰۱۹، گزارش‌هایی  منتشر شد مبنی بر اینکه دونالد ترامپ در حال بررسی عفو چند نظامی آمریکایی متهم به جنایات جنگی است، از جمله یک سرباز کهنه‌کار که به چند جنایت متهم شده بود که دو مورد از آن‌ها عبارت بودند از تیراندازی بی‌هدف به سمت غیرنظامیان و زخمی کردن یک دختربچه و یک پیرمرد و همچنین به قتل رساندن یک اسیرِ نوجوانِ عضو داعش با چاقو آن‌هم‌زمانی که این نوجوان در حال دریافت درمان پزشکی بود. دیلی بیست و سی‌ان‌ان بعدها گزارش دادند که هگست ماه‌ها برای متقاعد کردن ترامپ به عفو این افراد تلاش کرده است. این در حالی بود که در همان زمان، هگست در فاکس نیوز دربارهٔ این پرونده‌ها صحبت می‌کرد بدون اینکه افشا کند که به ترامپ توصیه کرده است آن‌ها را عفو کند. این اقدام هگست، انتقادات زیادی را به دنبال داشت و بسیاری آن را نقض اصول اخلاقی و روزنامه‌نگاری دانستند. سرانجام، در نوامبر ۲۰۱۹، ترامپ سه نظامی محکوم شده به جنایات جنگی را عفو کرد. کمی قبل از اعلام این تصمیم ترامپ، هگست اشاره کرده بود که ترامپ در شرف اتخاذ «تصمیمی قریب‌الوقوع» در این پرونده‌ها است. این موضوع نیز به گمانه‌زنی‌ها دربارهٔ نفوذ هگست بر ترامپ و نقش او در این تصمیم دامن زد.
اظهارات جنجالی دربارهٔ رشیده طلیب و مسلمانان: در ژوئیه ۲۰۱۹، هگست گفت که رشیده طلیب، یکی از اعضای مسلمان کنگره، «اهداف حماس» را دنبال می‌کند. این اظهارات با واکنش‌های منفی زیادی از سوی جامعه مسلمانان و گروه‌های حقوق بشری روبرو شد و بسیاری آن را نشانه‌ای از اسلام‌هراسی و تعصب هگست دانستند.
انتقاد از دانشگاه‌ها و فعالان محیط زیست‌گرایی: در اوت ۲۰۱۹، هگست از اینکه «جوانان رأی‌دهنده» نگران اثرات مخرب تغییرات اقلیمی هستند، ابراز تأسف کرد. او همچنین دانشگاه‌ها را به دلیل آموزش «تغییر اقلیم و هواداری افراطی از محیط‌زیست» به جای آشنا کردنشان با «تهدیدهای واقعی» مانند افراط‌گرایی اسلامی مورد  انتقاد قرار داد. این اظهارات هگست نیز با واکنش‌های منفی زیادی از سوی دانشگاهیان و فعالان محیط زیست روبرو شد.
حمایت از ترور قاسم سلیمانی و بمباران ایران: در ژانویه ۲۰۲۰، هگست از تصمیم رئیس‌جمهور ترامپ برای کشتن سردار قاسم سلیمانی حمایت قاطع کرد. او همچنین از ترامپ خواست تا خاک ایران و از جمله اماکن فرهنگی آن را در صورتی که در آن‌ها سلاح نگهداری شود، بمباران کند.
ادعاهای بی‌اساس دربارهٔ کروناویروس و دموکرات‌ها: در فوریه ۲۰۲۰، در میانه همه‌گیری کووید-۱۹ در ایالات متحده، هگست گفت که دموکرات‌ها «از شیوع ویروس کرونا حمایت می‌کنند. آن‌ها از رشد آن حمایت می‌کنند. آن‌ها از بدتر شدن مشکل حمایت می‌کنند». هگست همچنین مدعی شد که سویه اومیکرون کووید-۱۹ توسط دموکرات‌ها برای کمک به آن‌ها در  انتخابات میان‌دوره‌ای ۲۰۲۲ ساخته شده است و گفت: «هر دو سال یک بار، حدوداً هر اکتبر، منتظر یک سویه جدید باشید». این ادعاهای بی‌اساس هگست، با  انتقادات شدید کارشناسان بهداشت و سیاستمداران روبرو شد.
اعتراض به دانشگاه هاروارد و رویکرد انتقادی آن: در ژوئن ۲۰۲۲، در یک بخش از برنامه «فاکس و دوستان آخر هفته»، هگست نام هاروارد را روی مدرک خود خط زد و به جای آن «نظریهٔ انتقادی» نوشت و سپس «بازگشت به فرستنده» را روی آن درج کرد تا به هاروارد و سایر دانشگاه‌های مشابه اعتراض کند. او گفت: «مردم خواهند گفت 'این فقط یک نمایش است، تو هنوز مدرکت را داری و این خوب است. بله، من [به هاروارد] رفتم، مدرک را گرفتم، به کلاس‌ها رفتم و همهٔ این‌ها، اما امیدوارم این بیانیه‌ای باشد مبنی بر اینکه ما به عنوان محافظه‌کاران و میهن‌پرستان، اگر این کشور را دوست داریم، نمی‌توانیم به فرستادن فرزندانمان به دانشگاه‌هایی که ذهن آن‌ها را (علیه آمریکا) مسموم می‌کنند، ادامه دهیم. من ممکن است از آنجا جان سالم به در برده باشم، اما بسیاری از بچه‌هایی که به آنجا می‌روند رویکرد انتقادی آن را می‌پذیرند، و این‌گونه است که ما رهبران آینده، قُضات دیوان عالی، سناتورها و دیگران را به دست می‌آوریم که آمریکا را به عنوان یک مکان شیطانی می‌بینند. و هاروارد کارخانه‌ای برای این نوع تفکر است». او سپس اعلام کرد که قصد دارد مدرک خود را به هاروارد بازگرداند. این اقدام هگست نیز با واکنش‌های متفاوتی روبرو شد. برخی آن را یک حرکت نمایشی و پوپولیستی دانستند، در حالی که برخی دیگر از آن به عنوان اعتراضی به آنچه که «چپ‌گرایی افراطی» در دانشگاه‌ها می‌نامیدند، حمایت کردند.
جنجال خالکوبی: هِگْسِت دارای چندین خالکوبی بر روی بدن از جمله سینه و دستان اش می‌باشد، تصاویری از او که خالکوبی «صلیب قُدس» بر سینه و جمله لاتین «دئوس وولت» بر دست سمت راستش دیده می‌شود جنجالی به پا کرد و گمانه‌زنی‌هایی مبنی بر اینکه وی یک ملی‌گرای سفیدپوست و نژادپرست قائل به برتری سفیدپوستان است بر پا کرد. صلیب قُدس نماد صلیبیون در جنگ‌های صلیبی بود و همچنین شعار آن‌ها جمله لاتین دئوس وولت بود که به معنی «خدا می‌خواهد/خُدا آن را می‌خواهد» است. هگست در مقام دفاع از خود، واکنش به خالکوبی‌هایش را نشانهٔ احساسات مسیحی‌ستیزانه خواند و اتهام نژادپرستی و اسلام‌ستیزی را نپذیرفته و رد کرد.

## زندگی شخصی
هِگسِت و نخستین همسرش مردیت شوارتس در سال ۲۰۰۴ ازدواج کرده و پنج سال بعد در سال ۲۰۰۹ از هم جدا شدند. حاصل این ازدواج سه فرزند بود. هگست در سال ۲۰۱۰ با همسر دومش، سامانتا دیرینگ ازدواج کرد و این بار، هفت سال بعد در سال ۲۰۱۷ با جنجال فراوان از همسر دومش نیز جدا شد. آن‌ها هیچ فرزندی نداشتند.
در اوت ۲۰۱۷، فاش شد که هِگسِت در حالی که هنوز متأهل بوده و با دیرینگ زندگی می‌کند، از جنیفر راوشت، مدیر اجرایی تولید فاکس‌نیوز، صاحب یک دختر شده که حاصل رابطه خارج از ازدواج با او بوده است. پس از این رسوایی، او و سامانتا دیرینگ در اوت ۲۰۱۷ از هم جدا شدند. هِگْسِت و راوشت (که از ازدواج اولش سه فرزند خردسال دارد)، دو سال پس از این وقایع در اوت ۲۰۱۹ با هم رسماً ازدواج کردند. با این حساب، پیتر هگست تا کنون در مجموع دارای هفت فرزند می‌باشد که شامل چهار فرزند از خودش و سه فرزند خوانده (فرزندان همسر سومش) می‌شود. از این هفت فرزند، پنج‌تا پسر و دوتا دختر هستند.